# Nakashima Yuki
Yuki Nakashima (中島 裕希 Nakashima Yūki, sinh ngày 16 tháng 6 năm 1984 ở Takaoka, Toyama) là một cầu thủ bóng đá người Nhật Bản hiện tại thi đấu cho FC Machida Zelvia.

## Thống kê sự nghiệp câu lạc bộ
Cập nhật đến ngày 23 tháng 2 năm 2017.
| Thành tích câu lạc bộ | Thành tích câu lạc bộ | Thành tích câu lạc bộ | Giải vô địch | Giải vô địch | Cúp                   | Cúp                   | Cúp Liên đoàn | Cúp Liên đoàn | Tổng cộng | Tổng cộng |
| Mùa giải              | Câu lạc bộ            | Giải vô địch          | Số trận      | Bàn thắng    | Số trận               | Bàn thắng             | Số trận       | Bàn thắng     | Số trận   | Bàn thắng |
| Nhật Bản              | Nhật Bản              | Nhật Bản              | Giải vô địch | Giải vô địch | Cúp Hoàng đế Nhật Bản | Cúp Hoàng đế Nhật Bản | Cúp Liên đoàn | Cúp Liên đoàn | Tổng cộng | Tổng cộng |
| --------------------- | --------------------- | --------------------- | ------------ | ------------ | --------------------- | --------------------- | ------------- | ------------- | --------- | --------- |
| 2003                  | Kashima Antlers       | J1 League             | 11           | 0            | 4                     | 1                     | 4             | 0             | 19        | 1         |
| 2004                  | Kashima Antlers       | J1 League             | 10           | 0            | 1                     | 0                     | 5             | 1             | 16        | 1         |
| 2005                  | Kashima Antlers       | J1 League             | 2            | 0            | 1                     | 1                     | 4             | 0             | 7         | 1         |
| 2006                  | Vegalta Sendai        | J2 League             | 24           | 5            | 2                     | 0                     | -             | -             | 26        | 5         |
| 2007                  | Vegalta Sendai        | J2 League             | 47           | 10           | 1                     | 0                     | -             | -             | 48        | 10        |
| 2008                  | Vegalta Sendai        | J2 League             | 31           | 6            | 2                     | 1                     | -             | -             | 33        | 7         |
| 2009                  | Vegalta Sendai        | J2 League             | 38           | 8            | 5                     | 3                     | -             | -             | 43        | 11        |
| 2010                  | Vegalta Sendai        | J1 League             | 21           | 1            | 0                     | 0                     | 4             | 1             | 25        | 2         |
| 2011                  | Vegalta Sendai        | J1 League             | 20           | 1            | 2                     | 1                     | 2             | 1             | 24        | 3         |
| 2012                  | Montedio Yamagata     | J2 League             | 41           | 9            | 2                     | 1                     | -             | -             | 43        | 10        |
| 2013                  | Montedio Yamagata     | J2 League             | 40           | 12           | 3                     | 0                     | -             | -             | 43        | 12        |
| 2014                  | Montedio Yamagata     | J2 League             | 36           | 6            | 2                     | 0                     | -             | -             | 38        | 6         |
| 2015                  | Montedio Yamagata     | J1 League             | 31           | 2            | 4                     | 1                     | 6             | 1             | 0         | 0         |
| 2016                  | Machida Zelvia        | J2 League             | 42           | 14           | 0                     | 0                     | –             | –             | 42        | 14        |
| Tổng cộng sự nghiệp   | Tổng cộng sự nghiệp   | Tổng cộng sự nghiệp   | 394          | 74           | 29                    | 9                     | 25            | 4             | 448       | 87        |